# Foday Lion F22
Foday Lion F22 (雄师F22) — среднеразмерный пикап производства компании Foday. Он базируется на той же платформе, что и внедорожник Foday Landfort. На экспортных рынках автомобилю присваивались названия SAF Striker, Dongfeng Yufeng P16 и Dayun Pika. Электромобиль Kandi K32 выпускается с ноября 2021 года для рынка Северной Америки.

## Описание

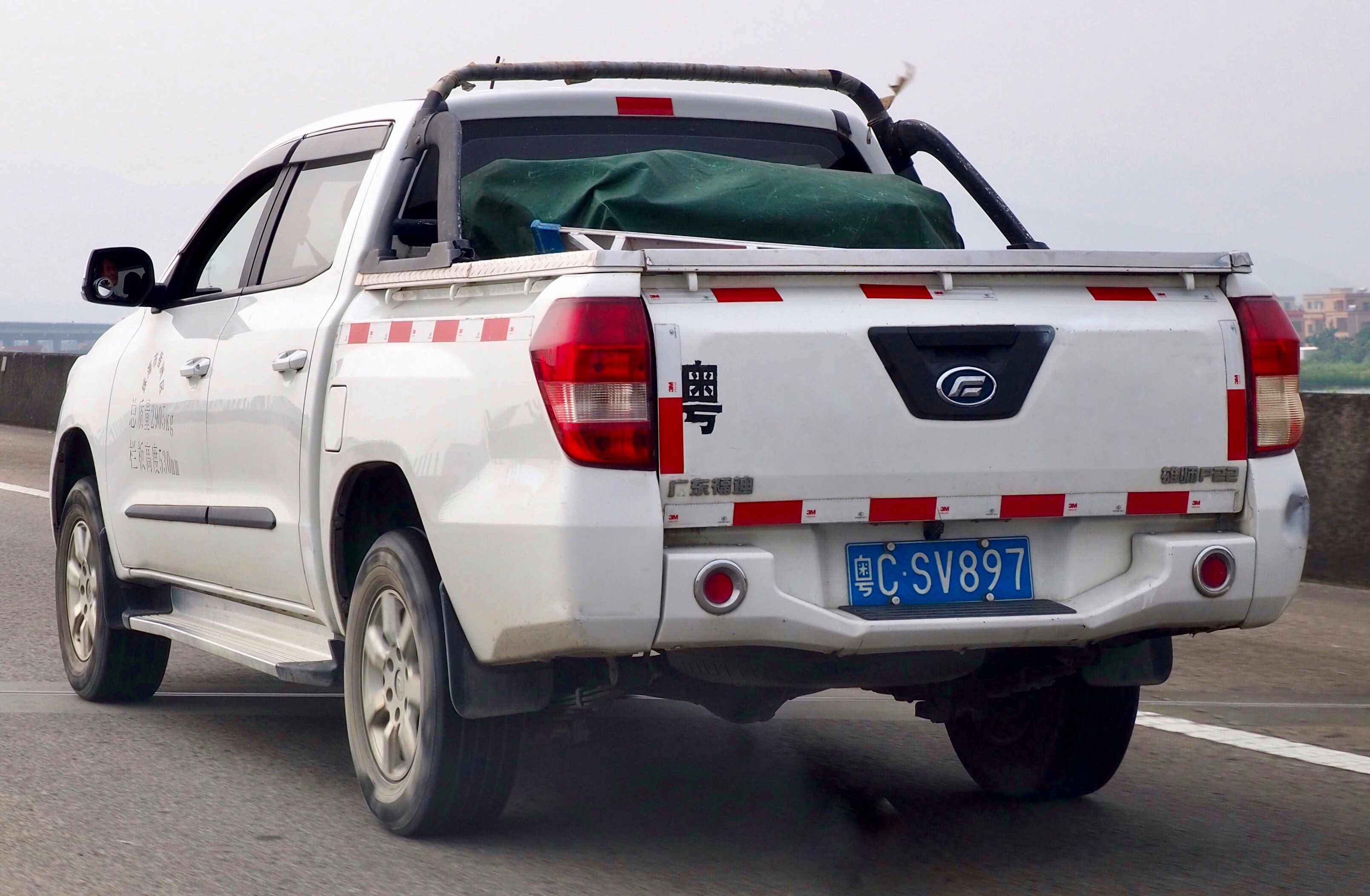
Вид сзади

Foday Lion F22 был запущен в продажу на китайском рынке во втором квартале 2015 года. Дополнительные модели Foday Lion F22 с трансмиссией Punch Powerglide были представлены в марте 2018 года и запущены в производство в апреле 2018 года.

### Технические характеристики
Foday Lion F22 оснащается 2,4-литровым бензиновым двигателем Mitsubishi 4G69S4N мощностью 101 кВт (136 л. с.) и крутящим моментом 200 Н⋅м или же 1,9-литровым турбодизельным двигателем мощностью 101 кВт (136 л. с.) и крутящим моментом 300 Н⋅м. Двигатели сочетаются в паре с пятиступенчатой механической трансмиссией.
С 2018 года Foday Lion F22 оснащается 1,9-литровым турбодвигателем мощностью 110 кВт (150 л. с.) и крутящим моментом 350 Н⋅м, который сочетается в паре с пятиступенчатой механической или же с шестиступенчатой автоматической трансмиссией Punch Powerglide 6L50.
В Малайзию Foday Lion F22 поставляется с 2,4-литровым двигателем Mitsubishi 4G69S4N мощностью 100 кВт (134 л. с.) при 5250 об/мин и крутящим моментом 200 Н⋅м при 2500—3500 об/мин. Трансмиссия — пятиступенчатая механическая или же шестиступенчатая автоматическая.

## Рынки

### Малайзия
Компания Enggang Keramat Automobile запустила автомобильную марку SAF в апреле 2016 года. SAF был назван в честь расположения мусульман на молитве. Модельный ряд SAF состоит из обновлённых версий моделей китайского бренда Foday, при этом пикап Lion F22 переименован в SAF Striker. Сборка организована в Джохоре компанией Oriental Assemblers.

### США
Kandi K32 впервые был представлен в ноябре 2021 года. Он имеет кузов, идентичный Foday Lion F22. Базовая модель Standard Range trim доступна с аккумулятором ёмкостью 20,7 кВт⋅ч, обеспечивающим запас хода 97 км, в то время как версия Long Range поставляется с аккумулятором ёмкостью 50 кВт⋅ч, обеспечивающим запас хода 240 км. Обе модели оснащены двумя электродвигателями мощностью 21 кВт (28 л. с.).